# Cigaló
Un cigaló o rebentat és una beguda calenta, elaborada amb cafè i brandi o conyac. Si hi afegim llet tindrem un trifàsic. A l'inici significava un gotet de licor.
El seu origen és incert i hi ha qui el situa entre els descarregadors dels molls del port de Barcelona. Antigament era més corrent enfortir el cafè amb rom, amb anís o amb aiguardent. Hi ha molts sinònims: cremadet, perfumat, tocat o tocadet, rebentat, cafè amb gotes, cafè licor, ronquim.
En castellà com en català, es designa aquesta beguda amb un diminutiu d'un mot popular usat per referir-se al penis: 'cigala' en català, i 'carajo' en castellà. Una paretimologia espanyola fa del terme castellà carajillo una derivació de corajillo, beguda que els negrers de les plantacions de Cuba haurien donat als treballadors per tals d'estimular-los davant la inabastable feina diària. Segons una falsa etimologia atribuïda a l'escriptor Josep Maria Espinàs i Massip provindria de «una copa i un café, que ara guillo».
El rebentat és la variant local que es consumeix a Mallorca i Castelló de la Plana. Encara que en alguns pobles tenen la seva denominació particular: a Manacor és un ponxet i a Felanitx és una rasca. Es pot fer amb diferents begudes espirituoses, com per exemple: rom negre, brandi, whisky, cassalla (anís sec), anís dolç, herbes (anisat de fabricació autòctona). Rebentar el cafè és el fet d'abocar-hi la beguda alcohòlica.